# James Knapp
James R. Knapp (geboren am 23. April 1970 in New Hampshire, Vereinigte Staaten) ist ein amerikanischer Science-Fiction-Schriftsteller. Sein Debütroman State of Decay wurde mit dem Compton Crook Award 2011 ausgezeichnet. Knapp schreibt auch unter dem Pseudonym James K. Decker.

## Werke als James Knapp

### „Revivors“-Trilogie
1. State of Decay, Ace 2010, ISBN 978-0-451-46310-4
2. The Silent Army, Ace 2010, ISBN 978-0-451-46361-6
3. Element Zero, Ace 2011, ISBN 978-0-451-46392-0

### Einzelroman
- Alice in No-Man's-Land, CreateSpace.com 2015 (Selbstverlag), ISBN 978-1-5117-6433-9

### Kurzgeschichten
- At Depth's Door (2016)
- Plasticity (2016)

## Werke als James K. Decker
Knapp hat zudem die Haan-Trilogie als James K. Decker verfasst.

### Haan-Trilogie
1. Ember. Novelle, 2012 als E-Book erschienen
2. The Burn Zone, Ace 2013, ISBN 978-0-451-41340-6
3. Fallout, Ace 2014, ISBN 978-0-451-41341-3